# Pierre Van Rompaey
Pierre Van Rompaey (6 november 1931 - 3 januari 2009) was een Vlaams auteur.  Hij was literair actief op vele terreinen: cursiefjes, verhalen, cabaret, toneel, romans voor de jeugd, gedichten. 
Zijn eerste jeugdboek, Vonk en Fanny, verscheen in 1965. Het werd bekroond met de prijs voor jeugdliteratuur tijdens de jaarlijkse Boekenbeurs te Antwerpen.  Het vervolg, Vonk en Fanny gaan te ver wordt gepubliceerd bij De Sikkel in 1969.  Voor het Antwerpse Koninklijk Jeugdtheater (KJT) schrijft hij de musical De straat zijn wij (1969). De Koninklijke Vlaamse Academie voor Taal- en Letterkunde bekroont dit werk met haar tweejaarlijkse toneelprijs - de eerste keer dat deze eer te beurt valt aan een stuk voor de jeugd.
Voor volwassenen publiceert hij bij Manteau de cursievenbundels Een dagje terreur (1967) en Raad eens wie boven ligt (1969). Dit laatste werk werd opgemerkt door Simon Carmiggelt. De Experimentele Werkgroep voor Toneel (EWT) creëert zijn tragikomedie,  De flatbewoners (1972), nadien bewerkt voor het Brussels Kamertoneel tot Misschien kunnen we de deur op een kier laten (1973).  In 1980 opent het KJT zijn zaal in de nieuwe Stadsschouwburg met de groots opgezette musical Polleke de Belg. 
Voor Johny Voners en Janine Bischops schrijft hij het cabaretprogramma, Met de kop van een ander (1980), waarvan zij meer dan 80 voorstellingen spelen in Vlaanderen, Nederland en Duitsland.  In 1983 wint Van Rompaey de wedstrijd n.a.v. 25 jaar jeugdtoneel bij het Fakkelteater met De Hongerbezem.  In 1984 volgt, weer in het KJT, de tienerkomedie Neem nu mijn ouders.   De bewerking tot jeugdboek Ik spring wel in het water verschijnt bij Manteau (1986).
Bij Houtekiet/Hadewijch verschijnt Vonk en Fanny (1987), een grondige remake van het in 1965 al bekroonde gelijknamige boek, De strijd om de gouden bruid(1990) en Met weinig eerbied (1990), een wat merkwaardige museumgids voor jongeren, waarvoor Roland Vandenbussche de cartoons tekende.  De illustrator kreeg hiervoor de Gouden Griffel en de Boekenpauw.  In 1992 wint hij de Corry Lievensprijs voor jeugdtoneel met Bas van Kleuringe.  In de jaren 90 verschijnen langere verhalen in het literaire tijdschrift DWB. 
De laatste jaren leed Pierre Van Rompaey aan de ziekte van Parkinson.  Hij schreef enkel nog gedichten. In eigen beheer werd de bundel Halfkomisch uitgegeven, relativerende humor die een schrijnende melancholie verbergt. 

## Gedeeltelijke bibliografie
- Ik spring wel in het water (ill. Michel van Gruyters), Manteau, Antwerpen, 1986, ISBN 90-223-1030-2
- Vonk en Fanny (ill. Ann Geerinck), Houtekiet/Hadewijch, Antwerpen, 1987, ISBN 90-5067-022-9
- De strijd om de gouden bruid, Houtekiet, Antwerpen, 1990, ISBN 90-5240-085-7
- Met weinig eerbied: museumgids voor jongeren (ill. Roland Vandenbussche), Hadewijch, Antwerpen, 1990, ISBN 90-5240-059-8

- Digitale Bibliotheek voor de Nederlandse Letteren: romp002
- Gemeinsame Normdatei: 1226862691
- International Standard Name Identifier: 0000 0003 6917 3519
- Nederlandse Thesaurus van Auteursnamen: 071484345
- Système universitaire de documentation: 137428677
- Virtual International Authority File: 191923434
- WorldCat: E39PBJkxM9xChjmqptwFgHwt8C